# Apollo 9
Apollo 9 fu una missione spaziale con equipaggio, la terza nell'ambito del programma Apollo della statunitense NASA, la seconda a essere lanciata per mezzo di un razzo Saturn V e la prima in cui volava l'intera navicella spaziale Apollo composta da modulo di comando e servizio (CSM) e modulo lunare (LM). Obiettivo di questa missione fu testare il modulo lunare in condizioni reali, ossia nell'orbita terrestre bassa per qualificarlo per la successiva missione che lo avrebbe utilizzato in orbita lunare in preparazione alla missione Apollo 11 in cui sarebbe sceso sulla superficie della Luna. In questi test venne dimostrata la capacità di funzionamento dei suoi sistemi di propulsione, utilizzati per la discesa e per la salita, la possibilità che il suo equipaggio potesse volare in modo indipendente e che si riuscisse a compiere un successivo rendezvous con il CSM. Altri obiettivi della missione includevano l'accensione del motore di discesa del LM per spingere le due navette insieme in modalità di emergenza (come poi si dimostrò necessario nella missione Apollo 13) e l'uso dello zaino portatile del sistema di supporto vitale primario fuori dalla cabina del LM.
L'equipaggio era composto da tre astronauti: il comandante della missione James McDivitt, il pilota del modulo di comando David Scott e il pilota del modulo lunare Rusty Schweickart. Dopo essere decollati da Cape Canaveral il 3 marzo 1969, l'equipaggio, nel corso della missione, eseguì il primo volo di un modulo lunare, il primo attracco ed estrazione dello stesso, un'attività extraveicolare (EVA) di due persone e il secondo attracco per due veicoli spaziali con equipaggio; due mesi dopo i sovietici effettuarono un trasferimento dell'equipaggio durante un'attività extraveicolare tra le due navette Soyuz 4 e Soyuz 5. La missione si concluse il 13 marzo con un completo successo. Il LM si rivelò un veicolo spaziale in grado di svolgere i suoi compiti, ponendo le basi per la successiva prova generale dell'allunaggio con la missione Apollo 10, prima dell'obiettivo finale dello sbarco umano sulla Luna, che sarebbe avvenuto il 20 luglio dello stesso anno.

## Programmazione della missione ed equipaggio
Nell'aprile del 1966, gli astronauti James McDivitt, David Scott e Russell Schweickart vennero scelti dal Director of Flight Crew Operations Deke Slayton come equipaggio di riserva di quella che doveva essere la prima missione dell'ambizioso programma Apollo della NASA che, al suo apice, avrebbe dovuto portare il primo uomo sulla Luna. Il compito a loro affidato era di supporto all'equipaggio principale, questo composto dagli astronauti Gus Grissom, Ed White e Roger Chaffee, la cui missione era di effettuare il primo volo di test con equipaggio in orbita terrestre del modulo di comando e servizio Apollo (CSM) di tipo block I, e designato AS-204. I ritardi accumulati nello sviluppo della navicella la resero disponibile solamente nel 1967, e questo comportò una revisione del programma, secondo la quale all'equipaggio comandato da McDivitt sarebbe stato assegnato l'obiettivo di condurre una successiva missione che avrebbe previsto l'aggancio in orbita terrestre del CSM con un modulo lunare (LM) privo di equipaggio e lanciato separatamente. Una terza missione, comandata da Frank Borman, doveva invece essere il primo lancio nello spazio con l'utilizzo di un razzo Saturn V e con equipaggio a bordo.
Il 27 gennaio 1967, mentre l'equipaggio comandato da Grissom stava conducendo un test della rampa di lancio in preparazione alla missione il cui decollo era previsto il 21 febbraio successivo, in seguito chiamata Apollo 1, scoppiò un incendio nella cabina che uccise tutti e tre gli astronauti a bordo. Alla tragedia seguì una sospensione del programma Apollo e una sua revisione completa riguardo alla sicurezza. Durante questo periodo, venne effettuata la missione Apollo 5, un volo privo di equipaggio allo scopo di testare per la prima volta il modulo lunare (LM-1).
Secondo la nuova tabella di marcia, la prima missione con equipaggio Apollo destinata a raggiungere l'orbita terrestre sarebbe stata Apollo 7, prevista per l'ottobre 1968. Questa missione, che doveva testare il modulo di comando block II, non avrebbe incluso un modulo lunare. Nel 1967, la NASA adottò una nomenclatura per descrivere la tipologia di missione che utilizzava le lettere dell'alfabeto in ordine progressivo fino alla "missione G" che indicava quella dell'atterraggio lunare con equipaggio; il completamento di una lettera era il prerequisito per passare alla successiva. Secondo tale sistema, l'Apollo 7 sarebbe stata la "missione C", ma la "missione D" prevedeva il completamento del collaudo con equipaggio del modulo lunare, il quale era in ritardo rispetto alle previsioni, mettendo a rischio l'obiettivo prefissato da John Kennedy secondo il quale gli statunitensi avrebbero dovuto mettere piede sulla Luna e tornare sani e salvi sulla Terra entro la fine degli anni 1960. L'equipaggio di McDivitt venne quindi ufficialmente designato dalla NASA nel novembre 1967 come equipaggio principale per la missione D, con l'obiettivo di compiere lunghi test del modulo di comando e lunare in orbita terrestre.
Cercando di mantenere il traguardo prefissato da Kennedy nei tempi previsti, nell'agosto 1968 il responsabile del programma Apollo George Low propose che se la missione di ottobre di Apollo 7 fosse andata bene, all'Apollo 8 si sarebbe potuto affidare il compito di raggiungere per la prima volta l'orbita lunare senza, tuttavia, portare con sé un modulo lunare. Fino ad allora, Apollo 8 era considerata la "missione D", mentre Apollo 9 la "missione E" per un test in orbita terrestre media. Dopo che la NASA approvò l'invio dell'Apollo 8 in orbita lunare, e mentre riprogrammava Apollo 9 come "missione D", Slayton offrì a McDivitt l'opportunità di volare con Apollo 8, ricevendo tuttavia un diniego da parte sua, a nome del suo equipaggio, preferendo rimanere nella missione D ora ufficialmente "Apollo 9".
Il volo dell'Apollo 7 andò bene e gli equipaggi furono scambiati; ciò influenzò anche la scelta su chi sarebbero stati i primi astronauti ad allunare, in quanto con gli scambi degli equipaggi principali venivano scambiati anche quelli di riserva. Poiché la regola consuetudinaria prevedeva che gli equipaggi di riserva volassero come primo equipaggio tre missioni dopo, l'equipaggio comandato da Neil Armstrong (la riserva di Borman) si trovò nella posizione di prendere parte ad Apollo 11, la missione che avrebbe effettuato il primo tentativo di allunaggio; l'equipaggio di Pete Conrad, invece, compì il secondo allunaggio della storia con Apollo 12.

## Equipaggio
| Ruolo                        | Astronauta                              | Astronauta                              |
| ---------------------------- | --------------------------------------- | --------------------------------------- |
| Comandante                   | James McDivitt Secondo e ultimo volo    | James McDivitt Secondo e ultimo volo    |
| Pilota del modulo di comando | David Scott Secondo volo                | David Scott Secondo volo                |
| Pilota del modulo lunare     | Russell Schweickart Primo e ultimo volo | Russell Schweickart Primo e ultimo volo |

Il 22 dicembre 1966 venne annunciata dalla NASA la composizione dell'equipaggio previsto per la missione Apollo 9. Come comandante venne designato l'astronauta James McDivitt, che aveva già svolto questo ruolo sul secondo volo con equipaggio del programma Gemini, Gemini 4, selezionato nel secondo gruppo di astronauti e membro della United States Air Force. L'incarico di pilota del modulo di comando venne conferito a David Scott, anch'egli appartenente all'aeronautica, già nello spazio con Gemini 8 insieme a Neil Armstrong con cui eseguì il primo rendezvous con attracco tra due veicoli spaziali. L'equipaggio venne completato dal pilota del modulo lunare Russell Schweickart, privo di precedenti esperienze nello spazio e uno dei pochi astronauti del programma Apollo a essere al momento del lancio un civile, con un passato nell'Aeronautica e nel Massachusetts Air National Guard.
L'equipaggio di riserva era composto da Charles Conrad in qualità di comandante, dal pilota del modulo di comando Richard Gordon e dal pilota del modulo lunare Alan Bean. Questo equipaggio verrà successivamente assegnato come equipaggio principale della missione Apollo 12 che volò nel novembre 1969. Come equipaggio di supporto vennero scelti Stuart Roosa, Jack Lousma, Edgar Mitchell e Alfred Worden. Lousma non ne fece parte fin dall'inizio ma solo dopo che Fred Haise venne spostato al ruolo di pilota del modulo lunare di riserva di Apollo 8. Diversi astronauti furono spostati dai loro ruoli originari a seguito della rimozione di Michael Collins dall'equipaggio principale dell'Apollo 8 per via del suo intervento chirurgico di esostosi.
I direttori di volo della missione furono Gene Kranz (primo turno), Gerry Griffin (secondo turno) e Pete Frank (terzo turno). I CAPCOM, ovvero gli astronauti a cui competeva il ruolo di interlocutori a terra con i colleghi in volo, furono Conrad, Gordon, Bean, Worden, Roosa e Ronald Evans.

## Stemma

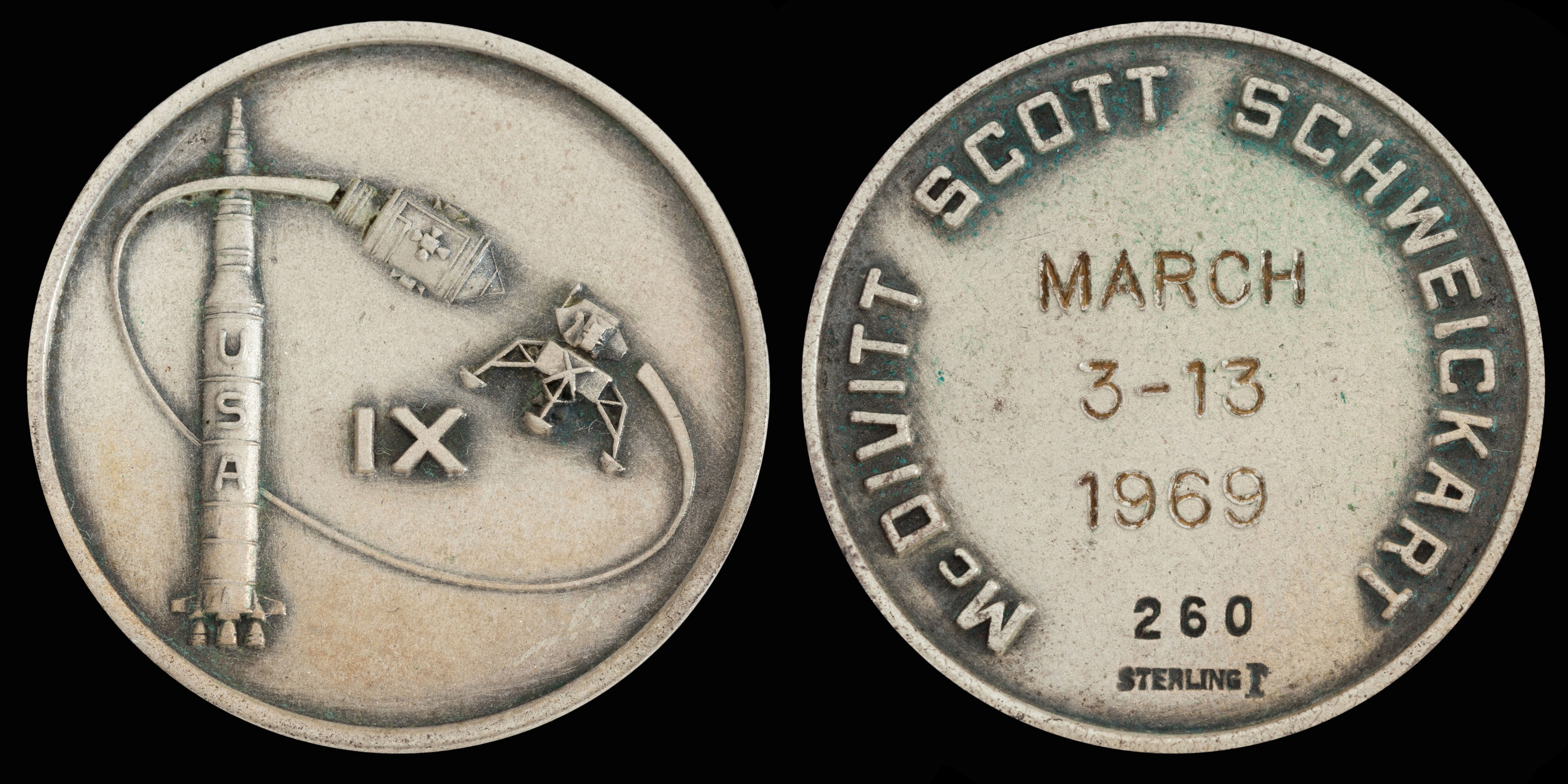
Medaglione commemorativo con lo stemma di Apollo 9

Lo stemma, dalla forma circolare, mostra un disegno di un razzo di Saturn V con sopra le lettere USA. Alla sua destra, un Apollo CSM è raffigurato accanto a un LM, con la punta del CSM puntato verso la "porta d'ingresso" del LM piuttosto che sulla sua porta di attracco superiore. Il CSM disegna un cerchio che racchiude il razzo. I nomi dell'equipaggio sono posti lungo il bordo superiore del cerchio, con la scritta APOLLO IX in basso. La "D" nel nome di McDivitt è riempita di rosso a indicare che questa era la "missione D" nella sequenza alfabetica delle missioni Apollo. Lo stemma venne disegnato da Allen Stevens della Rockwell International.

## Preparazione e addestramento

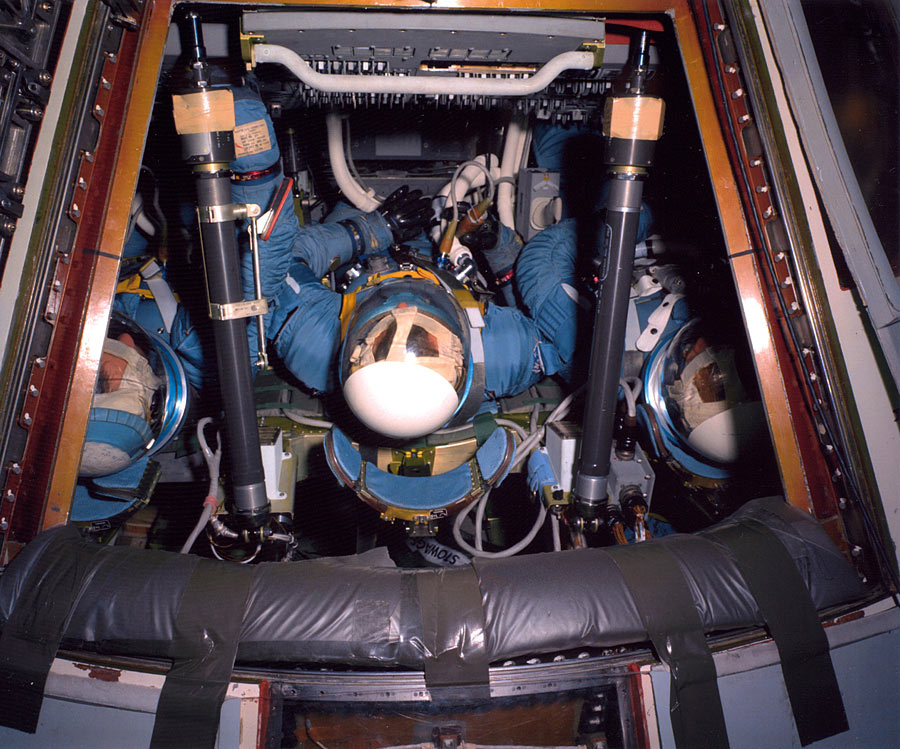
L'equipaggio di Apollo 9 si addestra all'interno del modulo di comando

L'obiettivo principale della missione Apollo 9 era quello di dimostrare che il modulo lunare fosse idoneo al volo in orbita lunare con equipaggio assicurando, tra le altre cose, che fosse in grado di eseguire alcune manovre nello spazio che sarebbero state necessarie per un allunaggio, compreso l'attracco (docking) con il modulo di comando e servizio. Colin Burgess e Francis French, nel loro libro sul programma Apollo, giudicano l'equipaggio di Apollo 9 tra i migliori mai addestrati: avevano lavorato insieme dal gennaio 1966, inizialmente come riserve per la missione Apollo 1, sempre con l'obiettivo di essere i primi a utilizzare il modulo lunare. Anche il direttore di volo Gene Kranz riteneva che questo equipaggio fosse il più preparato per la propria missione e considerava Scott un pilota del modulo di comando e servizio ben formato. I tre astronauti avevano trascorso circa 1 800 ore di addestramento specifico per la missione, approssimativamente sette ore per ogni ora che avrebbero trascorso in volo. Durante la loro formazione parteciparono ai controlli finali del CSM presso la struttura nordamericana della Rockwell a Downey, in California, e del LM presso lo stabilimento della Grumman a Bethpage, New York. Parteciparono anche ai test delle navicelle sul sito di lancio.
Tra le varie tipologie di addestramento a cui furono sottoposti, vi erano anche simulazioni dell'assenza di peso, effettuate sia sott'acqua sia in voli parabolici. Durante l'addestramento, s'impratichirono nello svolgimento delle attività extraveicolari (EVA), si recarono a Cambridge, nel Massachusetts, per prendere confidenza con l'Apollo Guidance Computer (AGC) al Massachusetts Institute of Technology e studiarono la volta celeste al Morehead Planetarium e all'Osservatorio Griffith, concentrandosi in particolare sulle 37 stelle utilizzate per la navigazione dall'AGC. Ognuno di loro trascorse più di 300 ore nelle simulazioni del modulo di comando e del modulo lunare presso il Kennedy Space Center (KSC) e a Houston, alcune delle quali prevedevano la partecipazione dal vivo del personale del centro di controllo missione. Ulteriore tempo è stato impiegato nei simulatori situati in altre località.

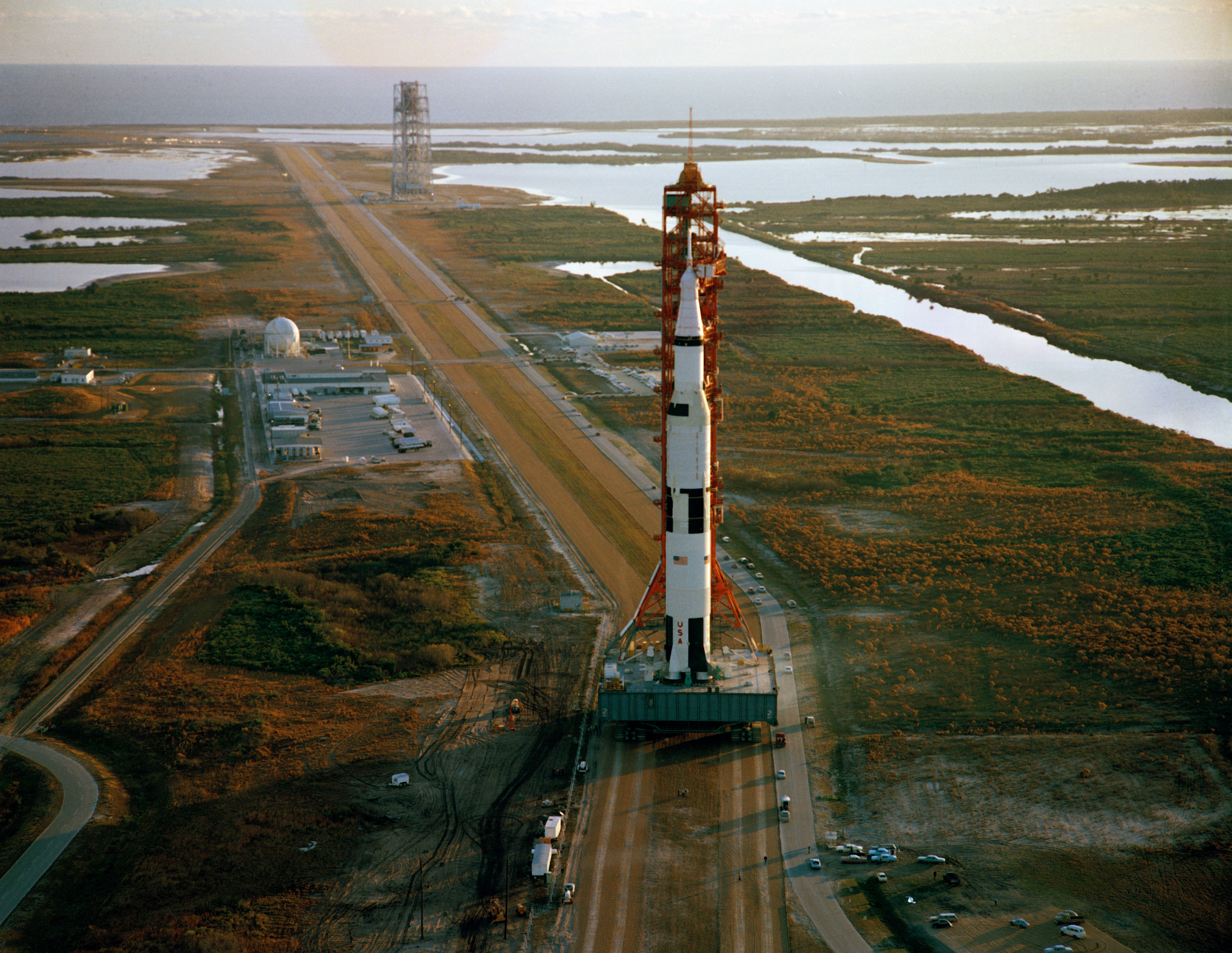
Il razzo Saturn V che porterà l'Apollo 9 nello spazio viene trasferito al complesso di lancio 39A

Essendo la prima missione che utilizzava congiuntamente CSM, LM e il Saturn V, Apollo 9 consentì alle squadre di preparazione della rampa di lancio del Kennedy Space Center la prima opportunità di simulare il decollo di una missione che prevedeva l'allunaggio. Il LM arrivò dalla Grumman nel giugno 1968 e venne sottoposto a numerosi test, compresi quelli della camera ipobarica, simulando le condizioni ambientali che avrebbe trovato nello spazio. Nello stesso momento, altri tecnici si occuparono dell'assemblaggio del razzo Saturn V all'interno del Vehicle Assembly Building (VAB); il modulo di comando e il modulo di servizio arrivarono a ottobre. Quando il LM ebbe finito i test ipobarici, il CSM venne sottoposto allo stesso procedimento, lasciando che nel primo potessero essere installate alcune apparecchiature mancanti, come il radar di rendezvous e le antenne. Durante i lavori non si riscontrarono particolari ritardi e, il 3 gennaio 1969, l'intero veicolo spaziale poté uscire dal VAB per essere traslato al complesso di lancio 39A grazie al veicolo cingolato crawler-transporter.

## Veicoli e attrezzature

### Veicolo di lancio
Il razzo Saturn V (AS-504) usato sull'Apollo 9 fu il quarto razzo vettore di questo tipo a volare, il secondo con astronauti a bordo e il primo a portare un modulo lunare. Sebbene simile nella configurazione al Saturn V usato su Apollo 8, si dovettero apportare diverse modifiche. Il nucleo interno della camera del motore F-1 del primo stadio (S-IC) venne rimosso, risparmiando così peso e consentendo un leggero aumento dell'impulso specifico. Si riuscì a risparmiare ulteriore peso anche sostituendo il rivestimento dei serbatoi di ossigeno liquido con una versione più leggera. Venne anche aumentata l'efficienza del secondo stadio S-II grazie all'utilizzo di motori J-2 potenziati e attraverso un sistema di utilizzo del propellente ad anello chiuso anziché con uno ad anello aperto come nell'Apollo 8. Della diminuzione di peso di 1 470 kg nel secondo stadio, circa la metà derivava da una riduzione del 16% dello spessore delle pareti laterali del serbatoio.

### Navette spaziali, equipaggiamento e codici di chiamata

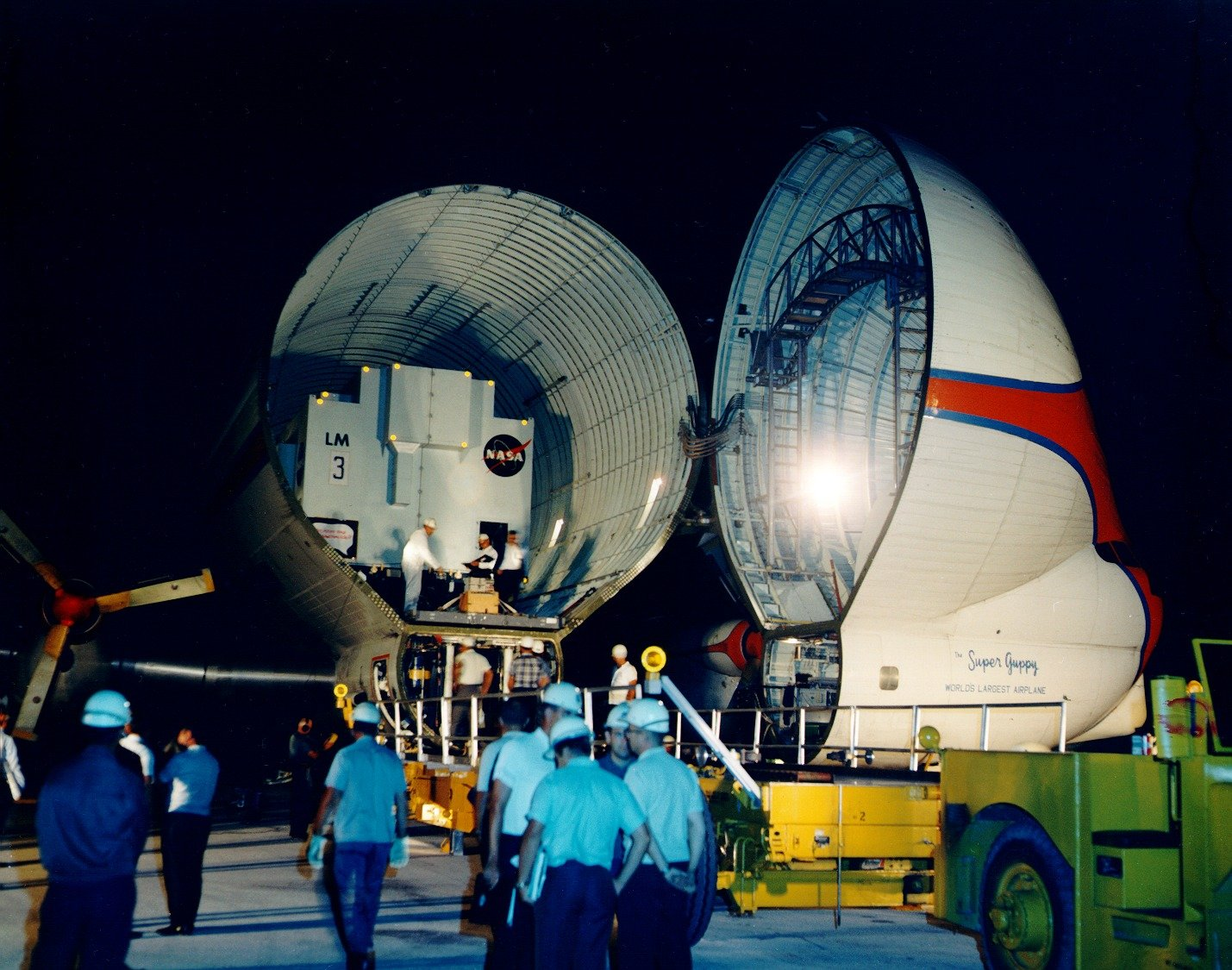
LM-3 arriva al Kennedy Space Center, giugno 1968

L'Apollo 9 utilizzò il terzo modulo di comando e servizio di tipo block II, denominato CSM-104, tra quelli prodotti per il volo con astronauti a bordo. Precedentemente, Apollo 8, privo di un modulo lunare, non era equipaggiato dell'apparecchiatura di attracco, mentre Apollo 9 venne dotato di un sistema a sonda da utilizzare per agganciare i due veicoli spaziali; ciò consentì alle navette di realizzare un attracco solido e garantire il trasferimento interno degli astronauti tra CM e LM. Se lo scambio tra le missioni Apollo 8 e 9 non fosse avvenuto, la missione destinata a operare in orbita terrestre avrebbe utilizzato il CSM-103, utilizzato invece su Apollo 8.
Inizialmente era previsto che la missione in orbita terrestre utilizzasse il LM-2 come modulo lunare, ma su di esso vennero riscontrati numerosi difetti, molti dei quali associati al fatto che era il primo modulo lunare uscito dalla linea di produzione della Grumman. Il ritardo causato dall'interruzione momentanea delle missioni a seguito dell'incidente di Apollo 1 permise di rendere disponibile il LM-3, un veicolo che l'equipaggio della missione giudicò di qualità molto superiore rispetto a quello preso in considerazione precedentemente. Né il LM-2 né il LM-3 avrebbero potuto essere utilizzati per l'allunaggio, poiché entrambi erano troppo pesanti; il programma di riduzione del peso intrapreso dalla Grumman per i moduli lunari divenne pienamente efficace solo con il LM-5, assegnato alla missione Apollo 11. Piccole crepe nella struttura in lega di alluminio del LM-3, dovute ad alcune sollecitazioni avvenute in fase di realizzazione, come l'inserimento di un rivetto, si rivelarono un problema e gli ingegneri della Grumman dovettero lavorare alacremente per ripararli, fino a quando il modulo lunare non venne collocato all'interno del Saturn V nel dicembre 1968. Il LM-2 non volò mai nello spazio e, al 2020, si trova al National Air and Space Museum di Washington.

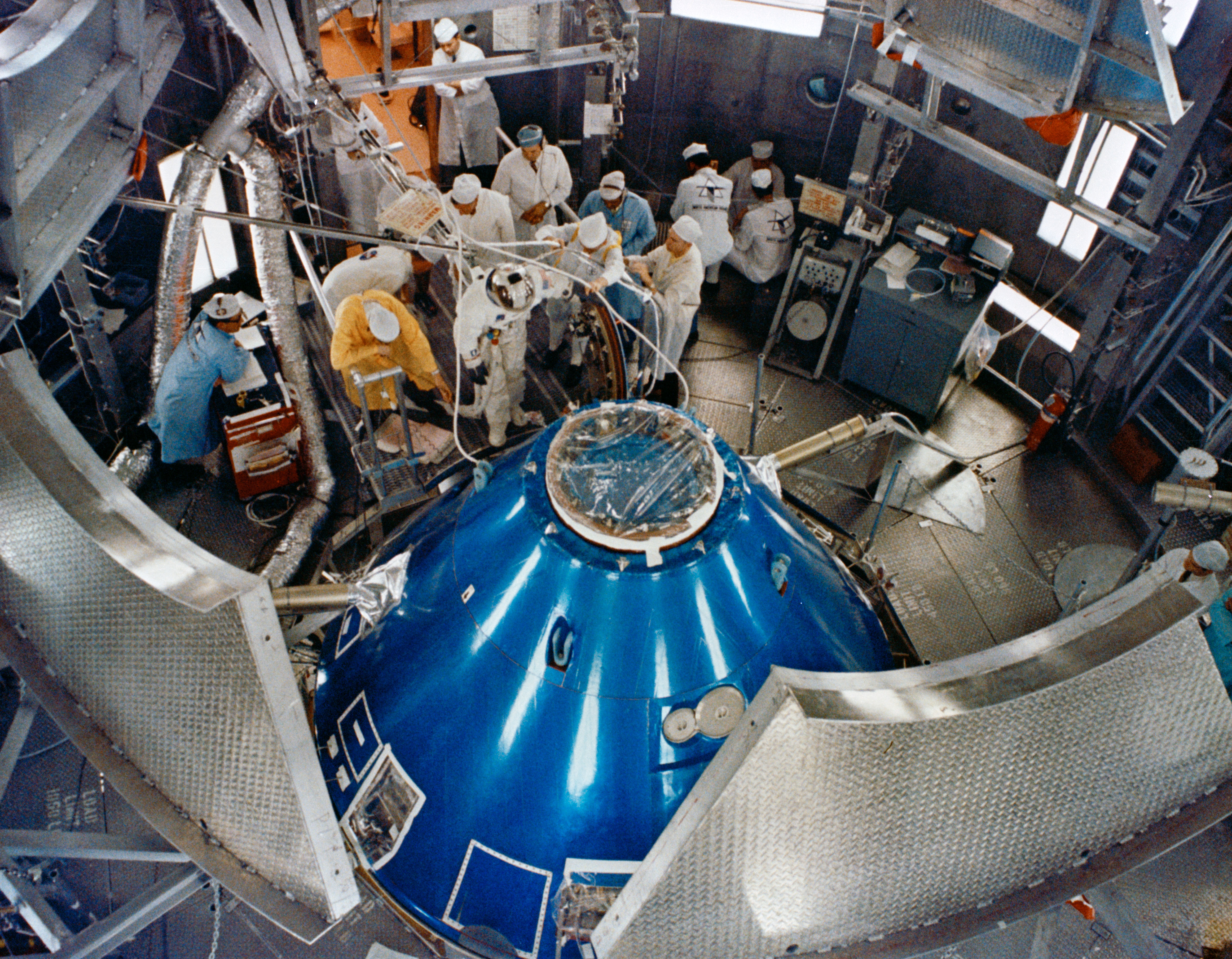
L'equipaggio di riserva di Apollo 9 si addestra nel CSM Gumdrop

Agli astronauti dell'Apollo 9 furono fornite le prime versioni del Walkman, registratori a cassette portatili destinati a consentire loro di annotare osservazioni durante la missione. Furono anche i primi a poter portare delle audiocassette musicali, una per ciascuno, che potevano essere riprodotte grazie a tale dispositivo. McDivitt e Scott preferirono musica d'atmosfera e musica country; la cassetta di musica classica di Schweickart non venne trovata fino al nono giorno della missione, quando gli è stata riconsegnata da Scott.
Dopo che il veicolo spaziale di Gemini 3 era stato soprannominato Molly Brown da Grissom, la NASA proibì di rinominare le navette. Il fatto che durante la missione Apollo 9 fosse programmato che CSM e LM si separassero e che quindi necessitassero di nomi di chiamata diversi, indusse l'equipaggio a spingere i dirigenti del programma di riconsiderare la loro decisione. Nelle simulazioni, iniziarono a riferirsi al CSM come "Gumdrop" (un tipo di caramelle), un nome ispirato all'aspetto del CM mentre si trovava nell'involucro protettivo blu in cui veniva trasportato dal sito di produzione, mentre al LM come "Spider", per via del suo aspetto simile a un ragno una volta che le sue "gambe di atterraggio" fossero state estese. Il personale delle pubbliche relazioni della NASA pensava che i nomi fossero troppo informali, ma alla fine ottennero il consenso ufficiale. A partire da Apollo 11, la NASA chiese tuttavia l'adozione di nomi di chiamata più formali per le missioni.

### Zaino di sistema di supporto vitale primario

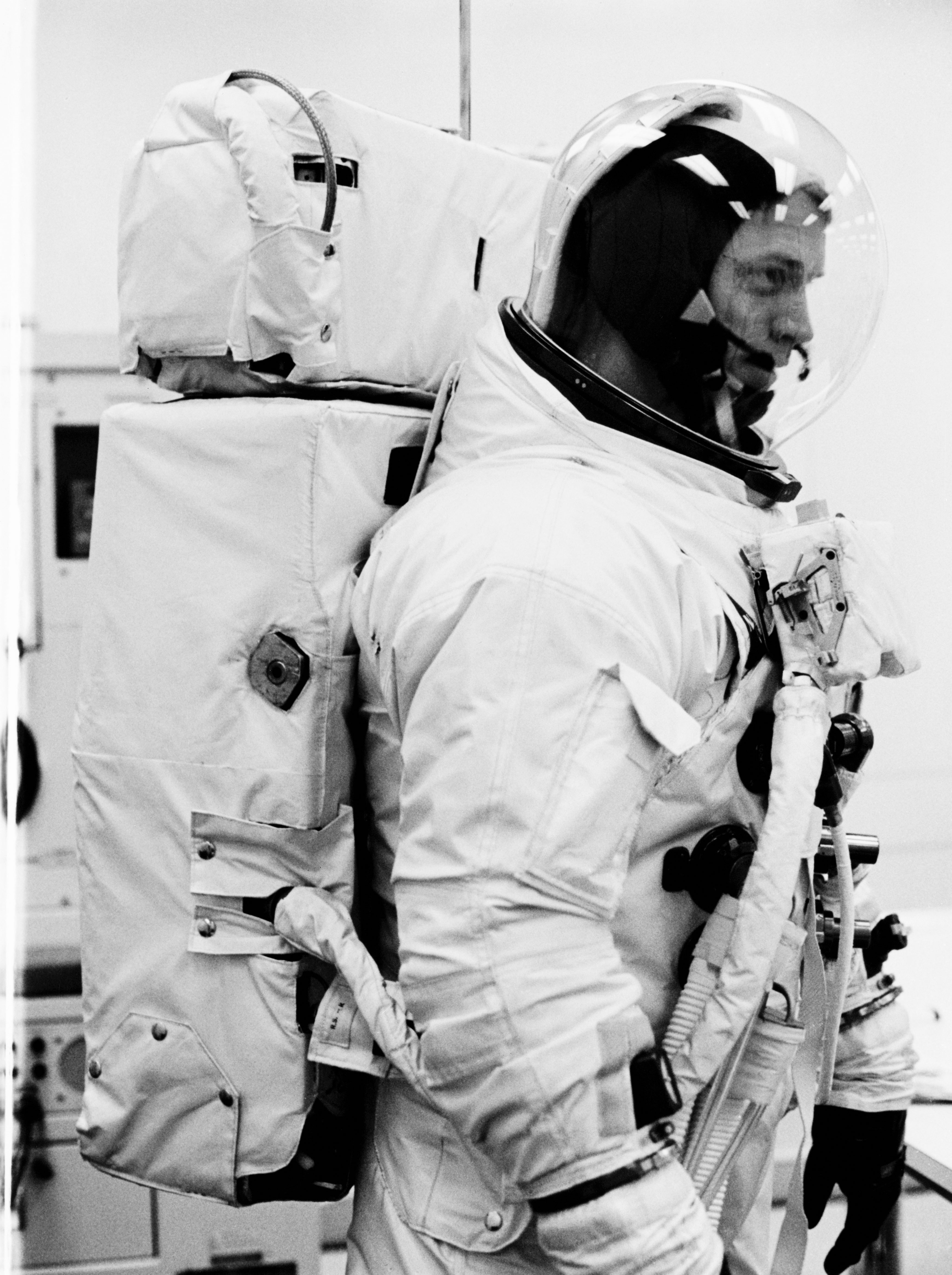
Schweickart con lo zaino di sistema di supporto vitale primario

La tuta Extravehicular Mobility Unit (EMU) ha volato per la prima volta su Apollo 9 ed è stata utilizzata da Schweickart durante la sua attività extraveicolare EVA. L'EMU comprendeva il Primary Life Support System (PLSS), un'apparecchiatura progettata per fornire ossigeno all'astronauta e acqua per il Liquid Cooling and Ventilation Garment (LCVG), utilizzato per prevenire il surriscaldamento durante l'attività nello spazio. Era presente anche l'Oxygen Purge System (OPS), posto sopra lo zaino, in grado di erogare ossigeno per circa un'ora nel caso di mancato funzionamento del PLSS. Una versione più avanzata dell'EMU venne utilizzata per l'allunaggio di Apollo 11.
Durante la sua stand-up EVA (un'attività extraveicolare in cui l'astronauta esce solo parzialmente dalla navetta spaziale rimanendo sul portellone), Scott non indossò un PLSS, ma venne previsto che fosse collegato ai sistemi di supporto vitale primario del modulo di comando attraverso un collegamento ombelicale dotato di una valvola di controllo della pressione (PCV). Questo dispositivo era stato creato nel 1967 per consentire le stand-up EVA dai portelli del LM o del CM nel caso si volessero effettuare delle osservazioni o per aiutare un altro astronauta nella sua attività extraveicolare. Tale sistema, in seguito, fu usato dallo stesso Scott sulla superficie lunare durante la missione Apollo 15 e per le EVA effettuate nello spazio profondo dai piloti del modulo di comando in occasione delle ultime tre missioni Apollo.

## Fasi principali della missione

### Lancio e primo giorno di missione

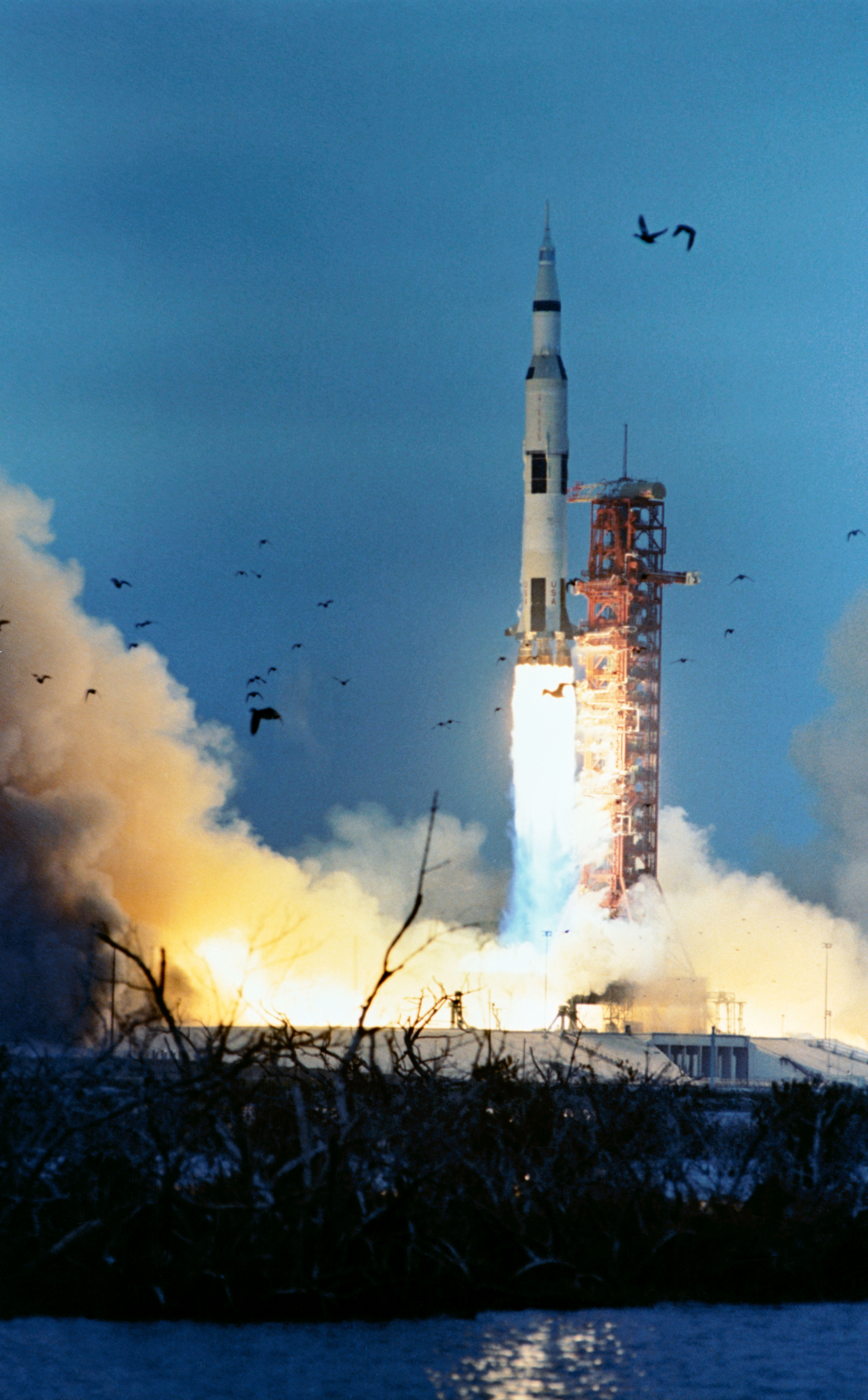
Lancio di Apollo 9

Inizialmente il lancio di Apollo 9 era stato programmato per il 28 febbraio 1969, tuttavia fu necessario un rinvio a causa di un raffreddore comune che aveva colpito l'equipaggio, in quanto la NASA non voleva rischiare che la missione potesse essere compromessa per questo. Per mantenere il veicolo spaziale pronto al decollo fu necessario che i tecnici operassero su turni di lavoro 24 ore su 24 e un tale slittamento della partenza costò 500 000 dollari. Guariti gli astronauti, la missione poté infine lasciare il John F. Kennedy Space Center alle 11:00:00 EST (16:00:00 UTC) del 3 marzo, rientrando perfettamente nella finestra di lancio che sarebbe, comunque, rimasta aperta per altre tre ore e un quarto. Nella sala di controllo del lancio era presente il vicepresidente Spiro Agnew a nome della nuova amministrazione Nixon.
Durante l'ascesa, McDivitt riportò che il razzo stava seguendo una traiettoria ottimale, anche se vennero riscontrate alcune vibrazioni eccessive e gli astronauti rimasero sorpresi quando subirono una violenta accelerazione in avanti nel momento in cui il primo stadio del Saturn V venne spento e prima dell'accensione del secondo stadio che, al contrario, li respinse nei loro seggiolini. Le analisi hanno dimostrato che le prestazioni di ciascuno dei primi due stadi si sono rivelate leggermente sotto le aspettative; una carenza tuttavia compensata, più o meno, dal terzo stadio S-IVB. Una volta terminata l'accensione del terzo stadio, avvenuta a 11 minuti e 4,7 secondi dal lancio, Apollo 9 entrò in un'orbita di parcheggio di 164,6 per 167,2 km.

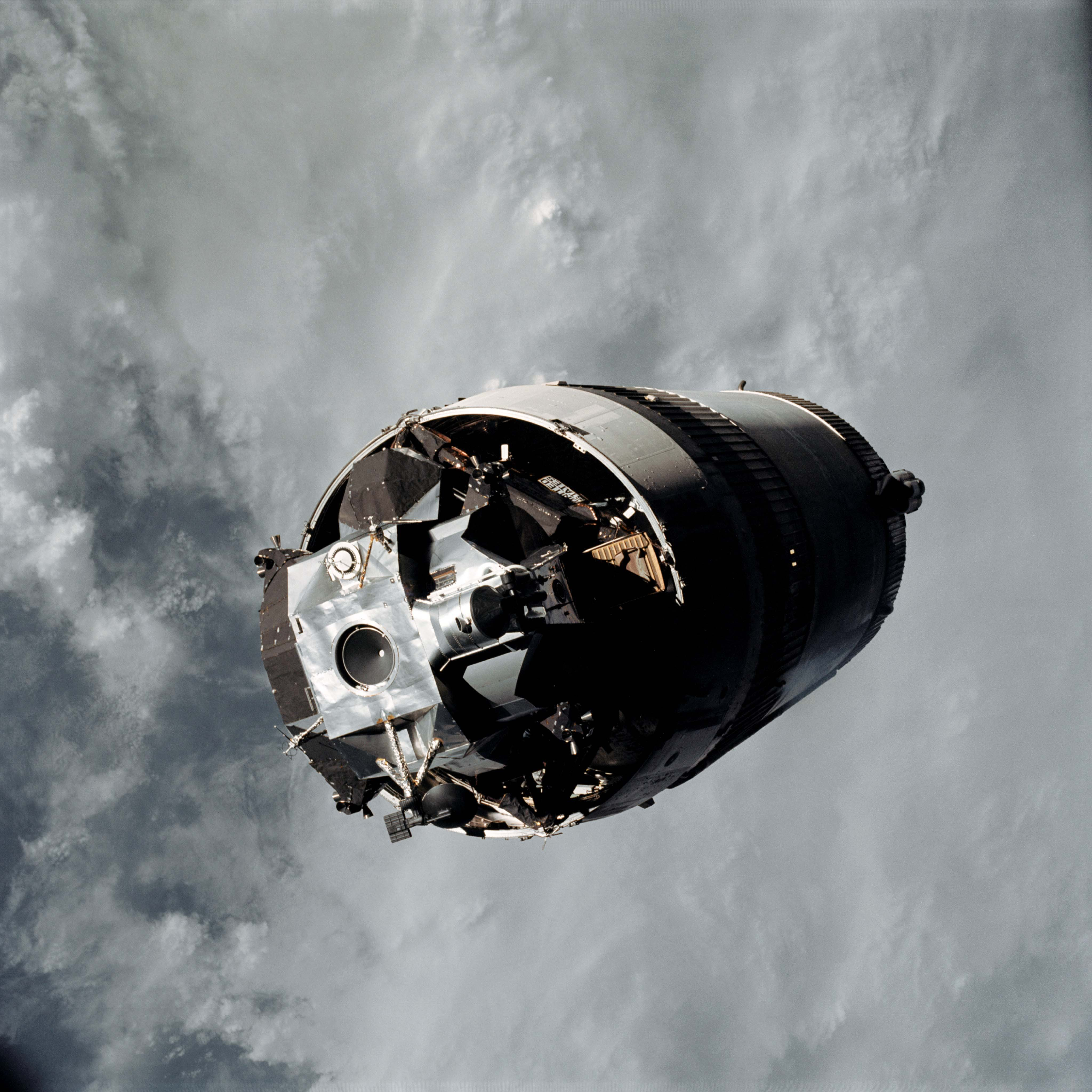
Il modulo lunare all'interno del terzo stadio S-IVB prima di essere agganciato del CSM ed estratto

A questo punto, l'equipaggio poté iniziare il proprio primo importante compito orbitale che consistette nella separazione del modulo di comando e servizio (CSM) dall'S-IVB, operazione svolta alle 02:41:16, ora della missione, cercando di girarsi per attraccarsi con il modulo lunare (LM) che si trovava nel S-IVB. Se non si fosse dimostrata la fattibilità di svolgere una tale operazione di attracco, un futuro allunaggio non avrebbe potuto avere luogo. La responsabilità di effettuare una tale manovra fu di Scott, in qualità di pilota del CSM, operazione che riuscì a compiere realizzando un perfetto attracco. Dopo che McDivitt e Schweickart ebbero ispezionato il tunnel di collegamento tra CM e LM, la navicella spaziale assemblata si separò dall'S-IVB. Il compito successivo fu quello di dimostrare che i due veicoli spaziali assemblati potessero essere manovrati da un unico motore. Dunque, a 5 ore, 59 minuti e 1,1 secondi dall'inizio della missione, gli astronauti eseguirono un'accensione di cinque secondi del motore principale del modulo di servizio, il Service Propulsion System (SPS), con Scott che annunciò con entusiasmo che tutto era andato per il meglio. Successivamente, il motore di quello che rimaneva del terzo stadio S-IVB venne acceso nuovamente da Terra affinché potesse essere inviato verso una traiettoria in direzione del Sole.

### Secondo e terzo giorno di missione
Dalle 09:00:00 alle 19:30:00, orario calcolato dal decollo della missione, era previsto un periodo di riposo per l'equipaggio. Gli astronauti dormirono bene, ma si lamentarono di essere stati svegliati da trasmissioni radio non in lingua inglese. Scott suggerì che potessero essere forse in lingua cinese. L'obiettivo più importante del secondo giorno trascorso in orbita, il 4 marzo, riguardava lo svolgimento di tre accensioni del motore SPS. La prima, avvenuta a 22:12:04.1, durò 110 secondi e incluse un test per verificare se l'autopilota fosse in grado di smorzare le oscillazioni indotte al motore, cosa che successe entro cinque secondi. Seguirono altre due accensioni che alleggerirono il carico di carburante sulla navicella. Il veicolo spaziale e il motore superarono tutti i test, dimostrando di essere più affidabili del previsto. Le prestazioni del CSM nel rimanere stabile mentre il motore subiva oscillazioni, aiutarono alcuni anni dopo a far sì che McDivitt, allora direttore dell'Apollo Spacecraft Program, approvasse la continuazione della missione Apollo 16 quando il CSM sperimentò oscillazioni instabili dopo la separazione dal LM in orbita lunare.

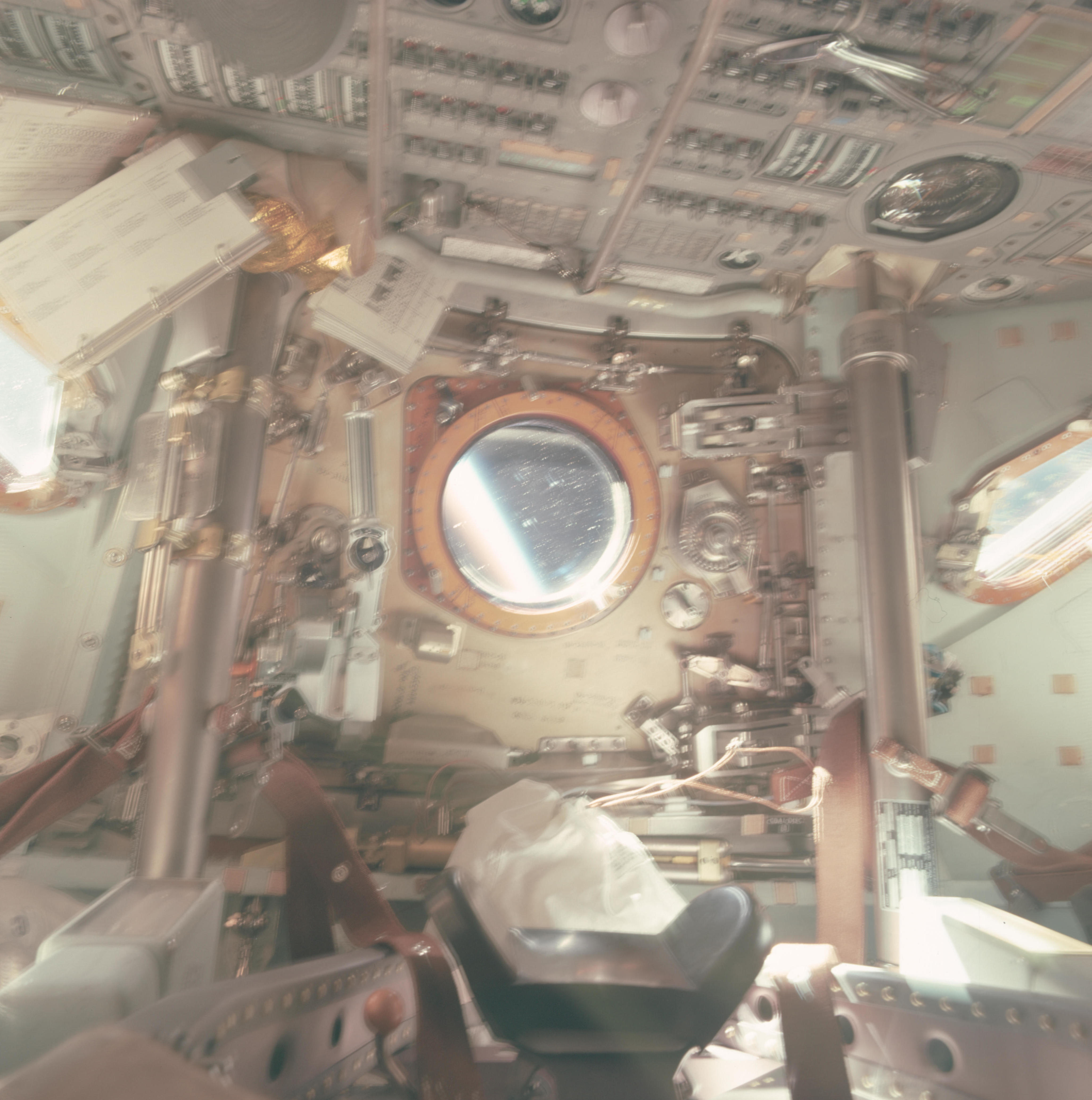
Interno del modulo lunare

Il piano di volo per il terzo giorno nello spazio prevedeva di far entrare il comandante e il pilota nel modulo lunare per controllarne i sistemi e utilizzarne il motore di discesa per muovere l'intero veicolo spaziale. Tale situazione poteva verificarsi ove fosse stato necessario ricorrere al motore del LM in caso di malfunzionamento dell'SPS del modulo di comando e servizio; questo scenario si verificò poi nella missione Apollo 13. Il piano di volo, tuttavia, venne messo in discussione quando Schweickart, che già aveva accusato la malattia dello spazio, iniziò a vomitare. Con "malattia dello spazio" vengono definiti i problemi di adattamento all'assenza di gravità che comportano problemi di equilibrio e un'indisposizione in generale, paragonabile al mal di mare. Anche McDivitt accusò nausea. Entrambi gli astronauti avevano evitato movimenti fisici improvvisi, ma le manovre, simili a contorsioni obbligatorie per indossare le tute spaziali per effettuare il controllo del LM, li fecero stare male. L'esperienza avrebbe insegnato sufficientemente ai medici sulla malattia affinché escogitassero le strategie necessarie per evitare che ciò si ripetesse in occasione delle missioni che prevedevano l'allunaggio, ma in quel momento si temette che la condizione potesse compromettere l'obiettivo posto da Kennedy. In ogni caso, dopo un po' di tempo, i due astronauti riuscirono ad adattarsi e a stare abbastanza bene per continuare con il piano della giornata entrando nel LM, segnando così la prima volta nella storia in cui degli astronauti passavano da un veicolo spaziale all'altro senza dover uscire dagli stessi, come avevano fatto i cosmonauti sovietici. I portelli furono quindi chiusi, anche se i moduli rimasero ancorati, dimostrando che i sistemi di trasmissione dati e di supporto vitale del LM funzionassero in modo indipendente da quelli del modulo di comando e servizio. A comando, le gambe di atterraggio del LM scattarono nella posizione che avrebbero dovuto assumere nel caso di un allunaggio.
Nel LM, Schweickart vomitò di nuovo, facendo sì che McDivitt richiedesse un canale privato affinché potesse interloquire coi medici del centro di controllo missione di Houston. Il programma della missione, tuttavia, poté continuare e venne completato il controllo del modulo lunare ed eseguita con successo l'accensione del motore di discesa. L'accensione durò 367 secondi simulando il modello dell'accelerazione necessaria durante un allunaggio. Dopo essere rientrati nel CSM, l'equipaggio eseguì un'ulteriore accensione del motore SPS, al fine di circolarizzare l'orbita dell'Apollo 9. Ciò avvenne a 54 ore, 26 minuti e 12,3 secondi dall'inizio della missione, innalzando l'orbita della navetta a 229 per 240 km.

### Quarto e quinto giorno di missione

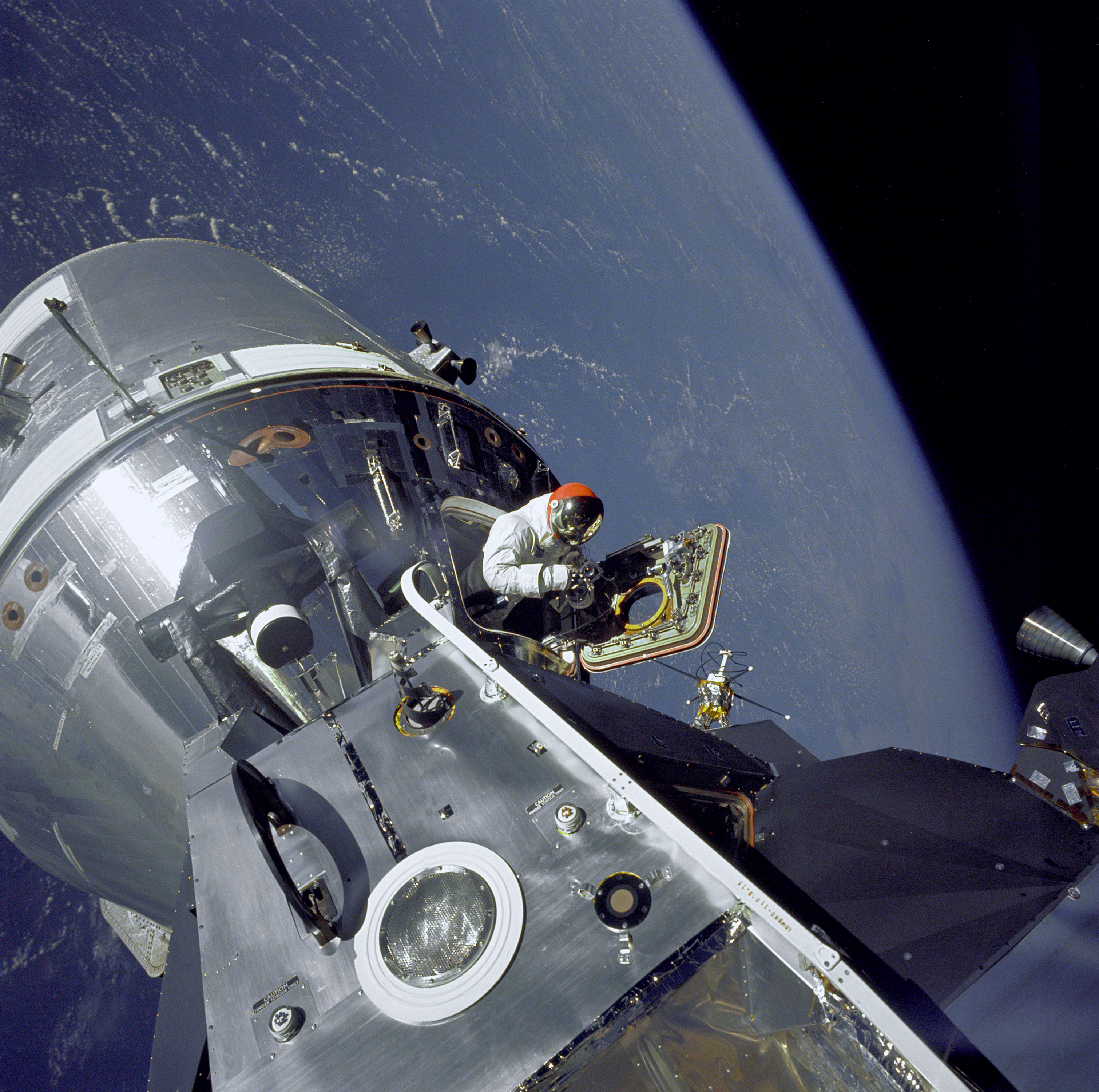
Apollo 9 con il modulo lunare agganciato nell'orbita terrestre

Il programma del quarto giorno (il 6 marzo) prevedeva che Schweickart uscisse dal portello del LM e si facesse strada lungo l'esterno del veicolo spaziale fino a giungere al portello del CM, dove Scott si sarebbe esposto per assistere alla sua manovra, al fine di dimostrare che lo spostamento da una navetta all'altra si potesse fare nell'eventualità di un'emergenza. Per fare ciò, Schweickart doveva indossare sopra la tuta spaziale lo zaino di supporto vitale primario, o PLSS (Primary Life Support System). Questa era l'unica attività extraveicolare del programma prevista prima di quella che sarebbe stata effettuata nell'occasione dell'allunaggio e quindi rappresentava l'unica opportunità per testare il PLSS nello spazio. McDivitt inizialmente cancellò l'attività a causa delle cattive condizioni di salute di Schweickart, ma quando ebbe da lui rassicurazioni al riguardo, decise di consentirgli di uscire dal LM e, una volta lì, di spostarsi all'esterno usando le maniglie. Scott, nel frattempo, si trovava nel portello del CM; entrambi gli astronauti si fotografarono e recuperarono gli esperimenti posti all'esterno dei loro veicoli. Schweickart scoprì che muoversi era più facile di quanto avesse provato nelle simulazioni; sia lui sia Scott erano fiduciosi che Schweickart avrebbe potuto completare il trasferimento tra le due navette ma hanno ritenuto non necessario continuare.  Durante l'attività extraveicolare, Schweickart usò il segnale di chiamata "Red Rover", un cenno al colore dei suoi capelli.

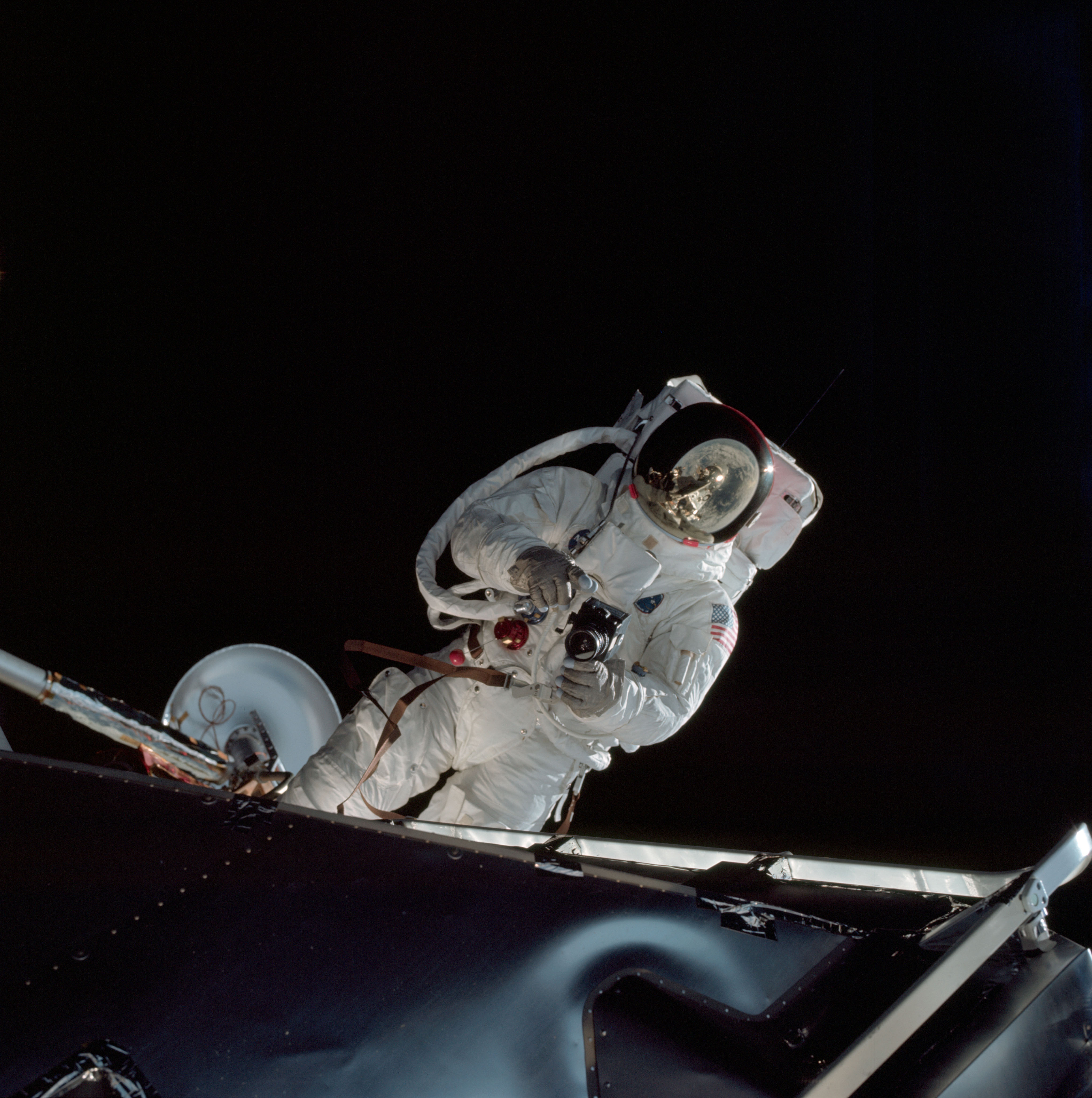
Schweickart durante l'attività extraveicolare fotografato da Scott

Il 7 marzo, il quinto giorno di volo, arrivò «l'evento chiave dell'intera missione: la separazione e il rendezvous del modulo lunare e del modulo di comando». Il modulo lunare non era stato progettato per ritornare sulla Terra e quindi questa è stata la prima volta che degli astronauti volavano su di un veicolo che non sarebbe stato in grado di portarli a casa. McDivitt e Schweickart entrarono nel LM, dopo aver ottenuto il permesso di farlo, senza indossare caschi e guanti, rendendo più semplice l'ingresso. Quando Scott, sul modulo di comando, premette il pulsante per il rilascio del LM, il congegno si bloccò sui fermi all'estremità della sonda di aggancio, ma dopo aver premuto nuovamente tale pulsante il modulo lunare venne sganciato. Dopo aver trascorso circa 45 minuti vicino al CSM, il modulo lunare Spider entrò in un'orbita leggermente più alta, il che significa che con il passare del tempo le due navette si sarebbero separate sempre di più. Nelle ore successive, McDivitt accese il motore di discesa del modulo lunare testando diverse impostazioni completando, entro la fine della giornata, tutte le prove richieste. A una distanza di 185 km, Spider accese il suo motore abbastanza a lungo da permettergli di abbassare la sua orbita e quindi riavvicinarsi al CSM, un percorso che avrebbe richiesto più di due ore; una volta che le due navette si trovarono vicine il modulo di discesa (uno dei due moduli che lo componevano) del LM venne espulso.

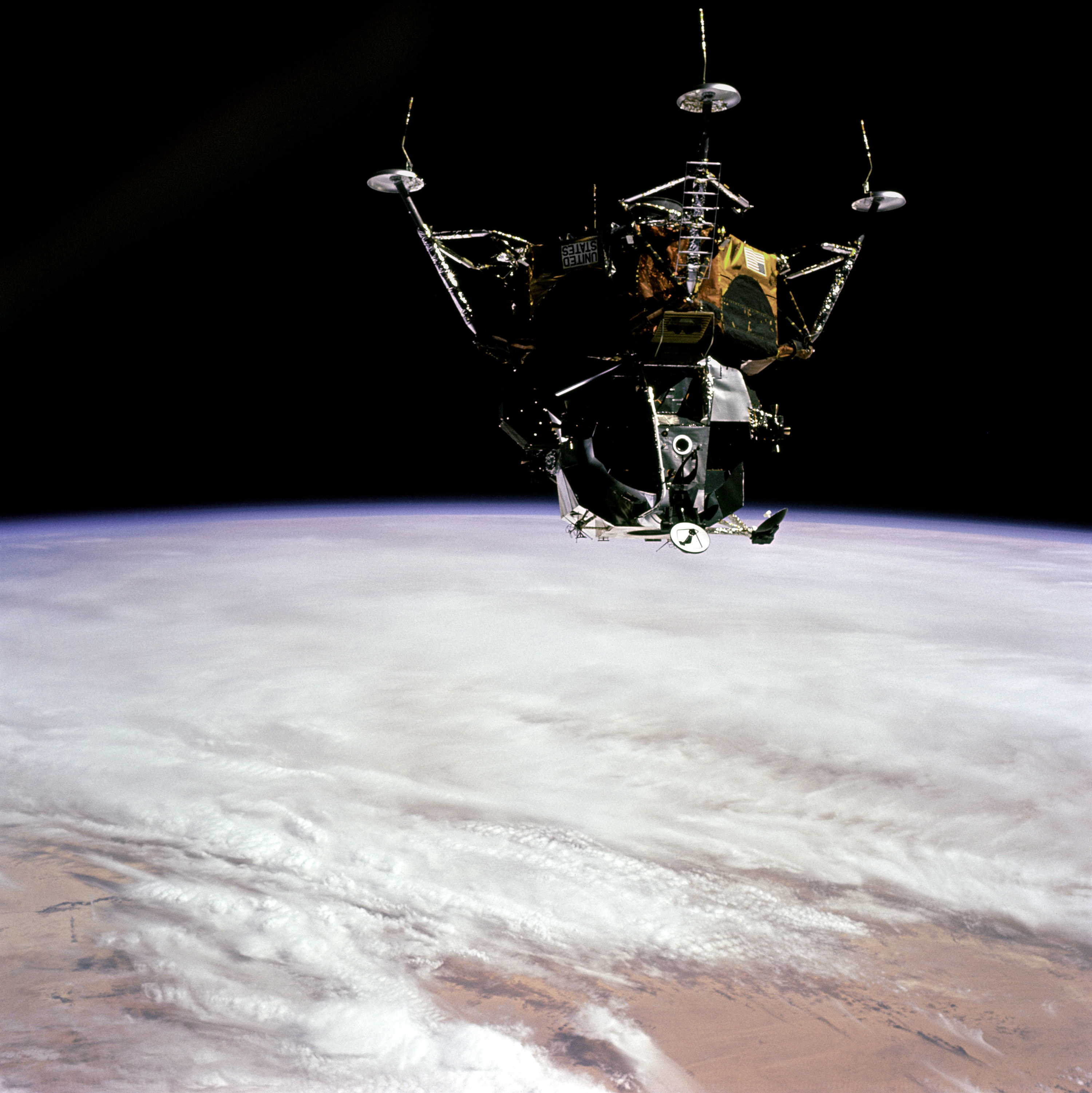
Il modulo lunare Spider in orbita terrestre

Il rendezvous tra le due navette venne eseguito il più similmente possibile a quanto sarebbe stato effettuato nel corso delle missioni lunari. Per dimostrare che l'appuntamento poteva essere eseguito da entrambe le navicelle, il modulo lunare svolse il ruolo di parte attiva durante la manovra. McDivitt avvicinò quindi il LM al CMS e poi manovrò per mostrare entrambi i lati a Scott, permettendogli d'ispezionarne la struttura alla ricerca di eventuali danni. Quindi, McDivitt compì l'attracco. A causa del bagliore del Sole, l'astronauta ebbe qualche difficoltà a compiere l'operazione e Scott dovette aiutarlo. Durante le successive missioni, il compito di attraccare i due veicoli spaziali in orbita lunare sarebbe caduto sempre sul pilota del modulo di comando. Dopo che McDivitt e Schweickart furono rientrati sul modulo di comando e servizio, il LM venne espulso e il suo motore acceso per esaurirne il carburante, come parte di ulteriori test del motore. Ciò portò il LM in un'orbita con un apogeo di oltre 6 900 chilometri.

### Ultimi giorni e rientro

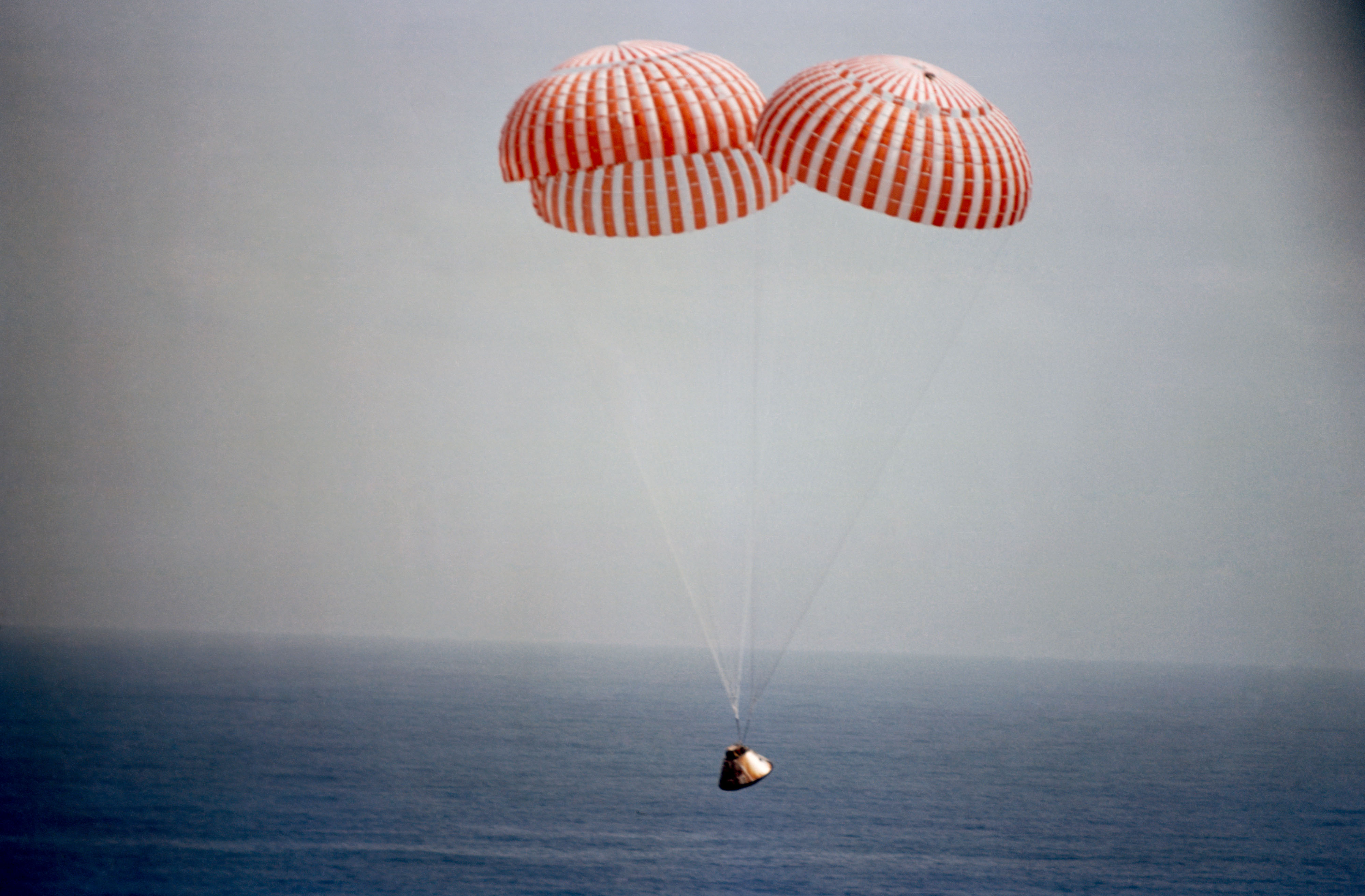
Apollo 9 rientra sulla Terra frenata da tre paracadute

Apollo 9 doveva rimanere nello spazio per circa dieci giorni per verificare come si sarebbe comportato il modulo di comando e servizio durante il periodo di tempo necessario per svolgere una missione lunare. La maggior parte dei compiti principali erano stati programmati per i primi giorni in modo tale da potere essere eseguiti anche se la missione fosse dovuta terminare in anticipo. I restanti giorni in orbita potevano essere, quindi, trascorsi con un ritmo più blando. Dato che gli obiettivi principali della missione erano stati raggiunti, l'equipaggio si occupò di effettuare fotografie della Terra usando quattro identiche fotocamere Hasselblad accoppiate insieme e utilizzando pellicole sensibili alle diverse parti dello spettro elettromagnetico. Durante la missione gli astronauti scattarono ben 1 373 immagini fotografiche utilizzabili. Tali fotografie hanno permesso di osservare le diverse caratteristiche della superficie terrestre, ad esempio distinguendo l'inquinamento idrico in uscita dalle foci dei fiumi nel mare, e di evidenziare le aree agricole mediante l'infrarosso. Il sistema di fotocamere era un prototipo e spianò la strada alla realizzazione del satellite artificiale Earth Resources Technology, il primo della serie Landsat.
Scott utilizzò anche un sestante per rintracciare i punti di riferimento sulla Terra per poi puntarlo verso il cielo per osservare Giove, facendo così pratica sulle tecniche di navigazione stellare che sarebbero poi state utilizzate nelle successive missioni lunari. L'equipaggio fu in grado anche di localizzare il satellite Pegasus 3 (lanciato nel 1965) e il modulo di risalita di Spider. Il sesto giorno ci fu una nuova, la sesta, accensione del motore SPS sebbene fosse stata rimandata di un'orbita poiché la combustione del propulsore del reaction control system (RCS) necessaria per sistemare i reagenti nei loro serbatoi non era stata programmata correttamente. L'accensione permise di abbassare il perigeo dell'orbita di Apollo 9, in modo da migliorare la capacità del propulsore RCS di effettuare una manovra di deorbit (un'accensione effettuata allo scopo di frenare la navetta per consentirgli di rientrare nell'atmosfera terrestre) in caso fosse servito come riserva dell'SPS.

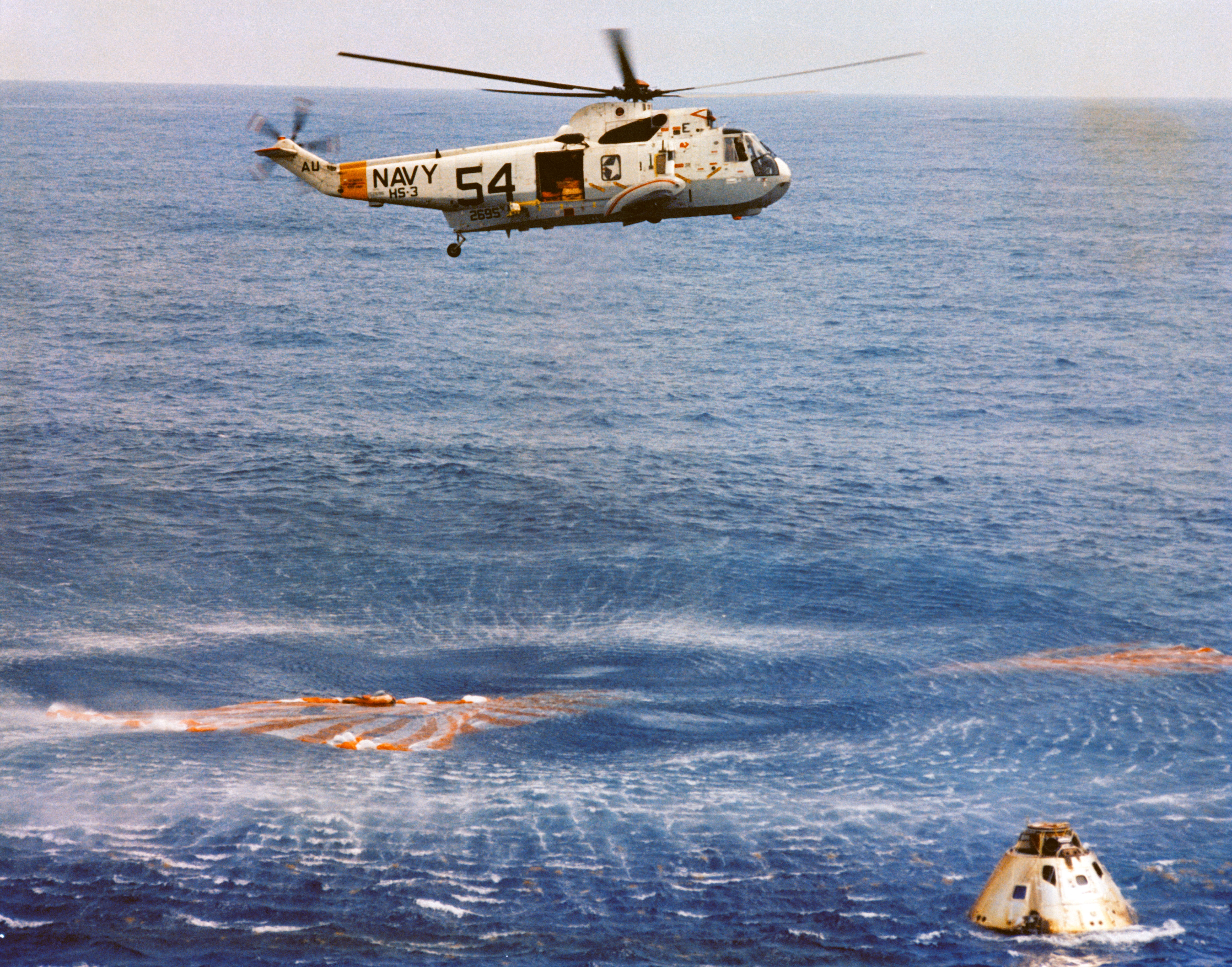
L'elicottero di recupero si avvicina poco dopo l'ammaraggio di Apollo 9

Vennero eseguiti anche numerosi test del CSM sotto la responsabilità di Scott, consentendo nel frattempo a McDivitt e a Schweickart di continuare con l'attività di osservazione della Terra. La settima accensione del motore SPS venne effettuata l'ottavo giorno, il 10 marzo; il suo scopo fu di nuovo quello di spostare l'apogeo dell'orbita nell'emisfero meridionale, consentendo un tempo di caduta libera più lungo per il rientro atmosferico quando la missione sarebbe tornata sulla Terra. L'accensione venne prolungata per consentire il collaudo del sistema di misurazione del propellente che, durante le accensioni precedenti, aveva mostrato un comportamento anomalo. Una volta che venne portato a termine, i propulsori RCS dell'Apollo 9 avrebbero frenato la navetta così da riportarla sulla Terra permettendogli di ammarare nella zona di recupero primaria in caso di mancato funzionamento del motore SPS. L'ottava e ultima accensione dell'SPS, effettuata per riportare il veicolo sulla Terra, fu eseguita il 13 marzo; una volta eseguita il modulo di servizio venne abbandonato nello spazio. L'ammaraggio venne ritardato comunque di un'orbita rispetto al previsto a causa delle condizioni atmosferiche sfavorevoli nella zona di atterraggio principale, a circa 410 km dalle Bermuda. Apollo 9 toccò la superficie dell'oceano a 300 km a est delle Bahamas, a circa 4,8 km dalla nave di recupero designata, la USS Guadalcanal, terminando una missione della durata di 10 giorni, 1 ora, 54 secondi. Apollo 9 è stato l'ultimo veicolo spaziale ad ammarare nell'oceano Atlantico fino alla missione SpaceX Demo 1 di Crew Dragon effettuata nel 2019.

## Importanza per il programma Apollo

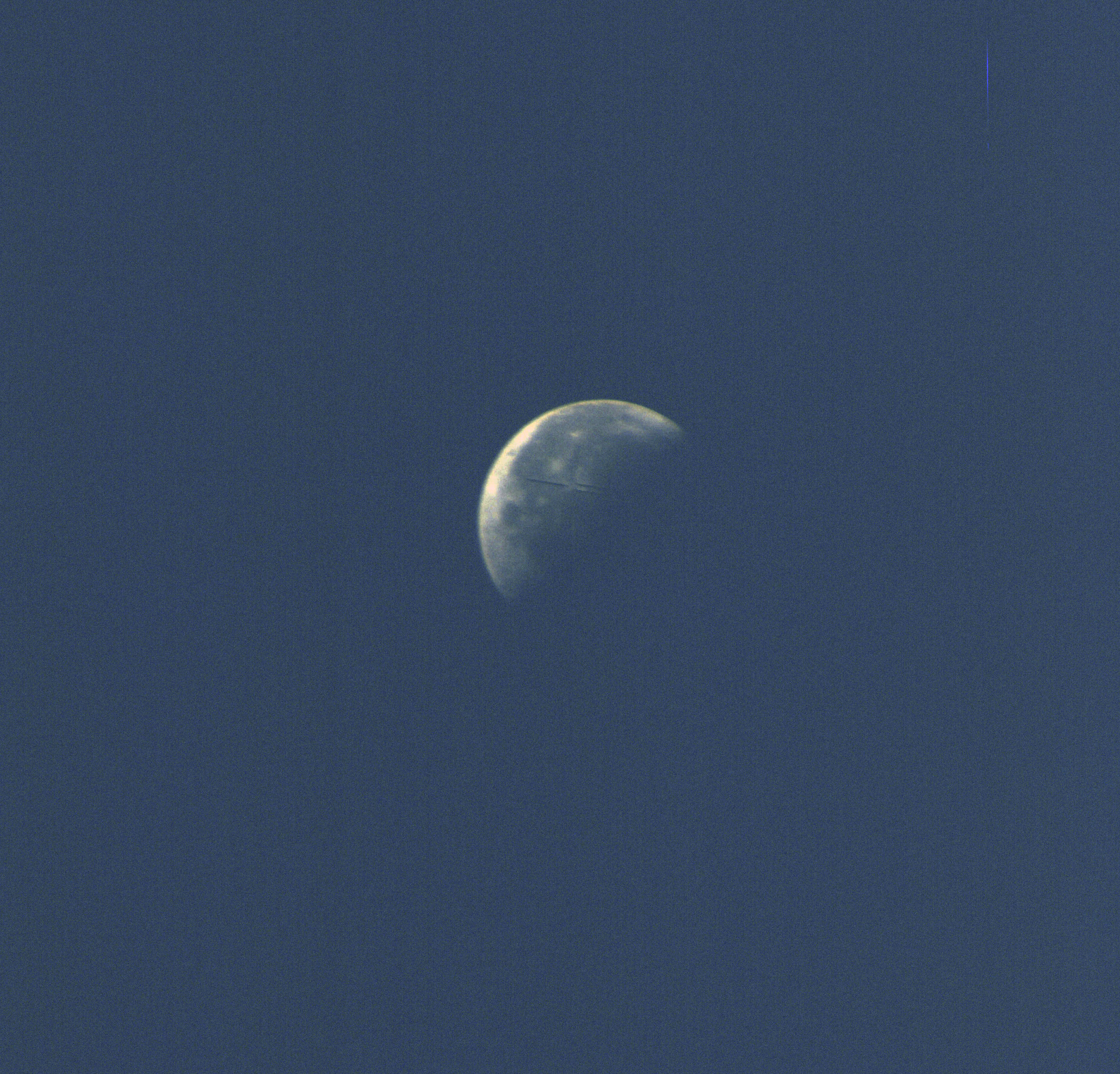
Fotografia della Luna scattata dell'equipaggio dell'Apollo 9

Apollo 9 fu un pieno successo. Oltre che il modulo lunare e la tuta spaziale del programma Apollo furono validati per voli nello spazio gli ultimi oggetti dell'equipaggiamento necessario per un allunaggio. Vennero inoltre eseguite tutte le manovre rendezvous e di aggancio necessarie per tale missione. Come affermò il dirigente della NASA George Mueller, «Apollo 9 è stata una missione di successo come chiunque di noi potrebbe desiderare, oltre ad avere il successo che nessuno di noi ha mai visto». Il direttore di volo Gene Kranz ha definito Apollo 9 una "pura euforia". Dal canto suo, il direttore del programma Apollo Samuel Phillips ha dichiarato: «In ogni modo, ha superato anche le nostre aspettative più ottimistiche» mentre secondo il giornalista scientifico Andrew Chaikin, «Apollo 9 raggiunse tutti i suoi obiettivi principali. Da quel momento, Aldrin sapeva che se anche Apollo 10 avesse avuto successo, lui e Armstrong avrebbero effettuato il primo tentativo di atterrare sulla Luna. Il 24 marzo, la NASA lo dichiarò ufficialmente».
Sebbene gli fosse stato offerto il comando di una missione di atterraggio lunare Apollo, McDivitt scelse di lasciare il corpo astronauti dopo l'Apollo 9, diventando nel 1969 dirigente del programma Apollo. A Scott venne assegnato subito dopo l'incarico di comandante dell'equipaggio di riserva dell'Apollo 12 e successivamente comandante della missione dell'Apollo 15 con cui mise piede sulla Luna nel 1971. Schweickart si offrì volontario per indagini mediche sulla sua malattia dello spazio, ma non fu in grado di superare le perplessità verso le sue capacità fisiche e quindi non venne più assegnato a un equipaggio principale. Nel 1977 prese aspettativa dalla NASA e poi si congedò definitivamente. Eugene Cernan, comandante dell'Apollo 17, dichiarò che riguardo all'affrontare il problema della malattia dello spazio, Schweickart «pagò il prezzo per tutti loro».
Dopo il successo dell'Apollo 9, la NASA non ritenne necessario eseguire la "missione E" (ulteriori test in orbita terrestre media) e prese addirittura in considerazione l'idea di saltare la "missione F", la prova generale per l'atterraggio lunare, andando direttamente al tentativo di allunaggio. Poiché il veicolo spaziale designato per il primo tentativo di posarsi sulla Luna era ancora in fase di assemblaggio, ciò non fu fatto. Inoltre, i dirigenti della NASA ritennero che, date le difficoltà avute con il modulo lunare, fosse necessario un ulteriore volo di prova prima dell'effettivo tentativo di sbarco e che un test in orbita selenocentrica avrebbe dato loro l'opportunità di studiare meglio il suo comportamento. Secondo French e Burgess nel loro studio sul Programma Apollo, «In ogni caso (...) il successo dell'Apollo 9 aveva assicurato che la successiva missione Apollo sarebbe tornata sulla Luna».

## Cimeli

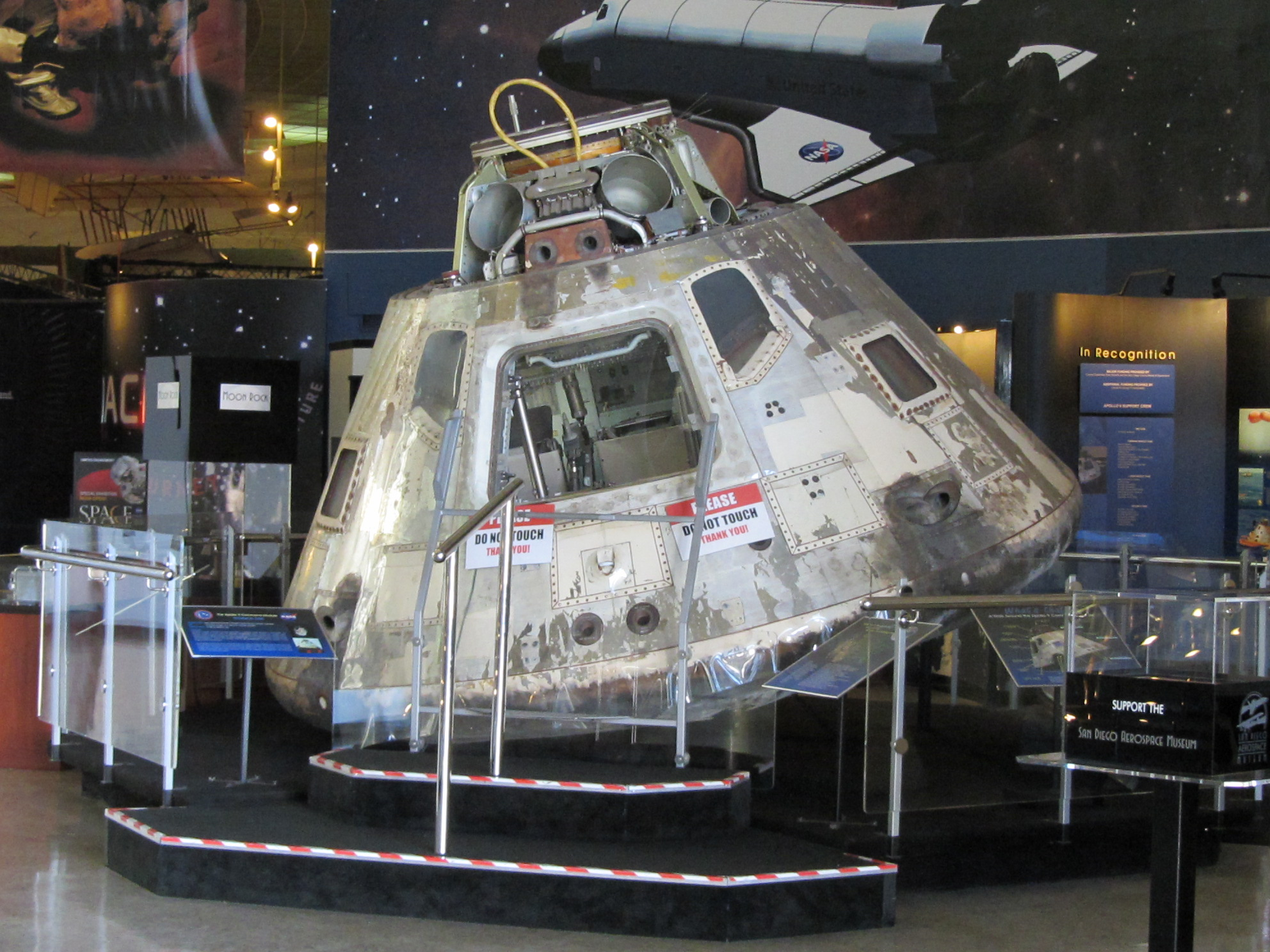
Il modulo di comando Gumdrop al San Diego Air & Space Museum

Il modulo di comando dell'Apollo 9 Gumdrop (1969-018A) è attualmente (2021) in mostra al San Diego Air & Space Museum. Precedentemente, fino all'aprile del 2004, era stato esposto al Michigan Space and Science Center, di Jackson, in Michigan. Il modulo di servizio, espulso poco dopo l'accensione del motore per eseguire la manovra di rientro, si è disintegrato al rientro nell'atmosfera.
Il modulo di salita del modulo lunare Spider (1969-018C) rientrò il 23 ottobre 1981, il modulo di discesa  (1969-018D) rientrò invece il 22 marzo 1969, schiantandosi nell'oceano Indiano nei pressi del Nord Africa. Lo stadio IVB (1969-018B) del razzo Saturno V venne inviato in orbita eliocentrica, con un afelio iniziale di 128 898 182 km, perielio di 72 151 470 km e periodo orbitale di 245 giorni; al 2020 era ancora in orbita.